# (8044) Tsuchiyama
(8044) Tsuchiyama (1994 YT) – planetoida z pasa głównego asteroid okrążająca Słońce w ciągu 3,71 lat w średniej odległości 2,4 au. Odkryta 28 grudnia 1994 roku.